# サード SA4N
サード SA4N（SARD SA4N）は、株式会社サードが開発する水陸両用の軽飛行機である。

## 概要
愛知県豊田市に本社を置く自動車部品メーカーサードが、福島県のふくしまスカイパークを研究開発拠点として開発する水陸両用の4人乗り軽飛行機。
2015年（平成27年）1月にサード軽飛行機事業部が設立され、同年6月29日に「SA4N-300」の開発が発表された。発表の時点では、2015年秋にエンジンテストを開始、2016年（平成28年）に試作機を完成させ試験飛行に挑むことが予定されていた。
「SA4N-300」のSはサード（SARD）、AはAircraft、4は4座席を、Nは自然吸気（Normal）を意味し、300は発表時に予定されていたエンジンの馬力に由来する。また、2座席・6座席仕様も計画されていた他、FRPボディのベーシックモデルとカーボンコンポジットボディのプレミアムモデルの2種のサブタイプが開発される予定だった。計画値における航続距離は2,000 - 3,000 km。

## 福島復興と航空機事業
日本の航空機産業と東日本大震災による福島県の復興のため、ふくしまスカイパークを研究開発拠点とする航空機部門を株式会社サードに設置し、開発する機体の名称はSA4Nとした。
2016年に高木陽介経済産業副大臣らがふくしまスカイパークを視察に訪れた際に、サードの佐藤勝之社長は2020年東京オリンピック開催までに軽飛行機の開発を目指すとして「福島から元気を届けるお手伝いをしたい」と語り、高木副大臣は「復興の大きな光となるよう、挑戦をバックアップしたい」と述べている。